# Neolasioptera martelli
Neolasioptera martelli är en tvåvingeart som beskrevs av Nijveldt 1967. Neolasioptera martelli ingår i släktet Neolasioptera och familjen gallmyggor. Inga underarter finns listade i Catalogue of Life.